# Józefin (województwo wielkopolskie)
Józefin – osada w Polsce położona w województwie wielkopolskim, w powiecie grodziskim, w gminie Rakoniewice, między siedzibą gminy a Narożnikami.
Pod koniec XIX wieku Józefin był folwarkiem podległym Rakoniewicom w powiecie babimojskim i liczył 2 gospodarstwa i 38 mieszkańców.
W latach 1975–1998 osada należała administracyjnie do województwa poznańskiego.